# Diplomas de Español como Lengua Extranjera
Diplomas de Español como Lengua Extranjera (DELE) to certyfikaty językowe potwierdzające znajomość języka hiszpańskiego. Ich wydawaniem zajmuje się Instytut Cervantesa przy współpracy z Uniwersytetem w Salamance, który przygotowuje i ocenia testy.
Istnieje sześć poziomów DELE odpowiadających poziomom biegłości językowej Rady Europy. Są to:

- Diploma de Español (Nivel A1)
- Diploma de Español (Nivel A2)
- Diploma de Español (Nivel B1)
- Diploma de Español (Nivel B2)
- Diploma de Español (Nivel C1)
- Diploma de Español (Nivel C2)

We wcześniejszej wersji DELE istniały tylko trzy poziomy:
- Diploma de Español: Nivel Inicial (poziom podstawowy, odpowiednik wcześniejszego Certificado Inicial de Español)
- Diploma de Español: Nivel Intermedio (poziom średni, odpowiednik wcześniejszego Diploma Básico de Español)
- Diploma de Español: Nivel Superior (poziom wyższy, odpowiednik wcześniejszego Diploma Superior de Español)

Egzaminy złożone są z pięciu części badających różne kompetencje językowe.
1. Comprensión de lectura (rozumienie tekstu)
2. Expresión escrita (pisanie)
3. Comprensión auditiva (rozumienie ze słuchu)
4. Gramática y vocabulario (gramatyka i słownictwo); w DELE Inicial: Conciencia comunicativa (świadomość komunikacyjna)
5. Expresión oral (mówienie)

Do zdania egzaminu konieczne jest pozytywne zaliczenie wszystkich części. W DELE nie ma ocen, egzamin można tylko zaliczyć lub nie (apto / no apto).